# Honda Indy 200 at Mid-Ohio 2013
Das Honda Indy 200 at Mid-Ohio 2013 fand am 4. August auf dem Mid-Ohio Sports Car Course in Lexington, Ohio, Vereinigte Staaten statt und war das 14. Rennen der IndyCar Series 2013.

## Berichte

### Hintergrund
Nach dem Honda Indy Toronto führte Hélio Castroneves in der Fahrerwertung mit 29 Punkten auf Scott Dixon und 69 Punkten auf Ryan Hunter-Reay.
Beim Honda Indy 200 at Mid-Ohio 2013 standen den Fahrern insgesamt 170 Sekunden zur Nutzung des Push-To-Pass-Buttons zu. Die Überholhilfe durfte im Rennen zehnmal aktiviert werden.
Vor dem Rennen gab es drei Regeländerungen, die zu diesem Indy in Kraft traten:
- Bei einem Restart innerhalb der letzten 15 Runden eines Rennens werden alle überrundeten Fahrer ans Ende des Feldes beordert.
- Falls eine Strafe nicht mehr während eines Rennens abgesessen werden kann, wird das Rennergebnis als provisorisch deklariert und die Strafe wird überprüft. Dieses Vorgehen ist unabhängig von der technischen Abnahme der Fahrzeuge.
- Falls ein Fahrzeug bei einer Berührung einen Reifenschaden erleidet, muss der Fahrer diese Reifenmischung nicht mehr verwenden, auch wenn sie noch nicht die vorgeschriebene Mindestanzahl von zwei Runden benutzt worden ist.

An den Fahrzeugen gab es zu diesem Rennen eine optionale Änderung. Die Spurstangenhebel, die üblicherweise aus Stahl sind, durften nun auch aus Aluminium sein. Dadurch erhoffte man sich, die Anzahl der Handverletzungen zu reduzieren.
Im Starterfeld gab es drei Veränderungen. Oriol Servià kehrte zu Panther Racing zurück und war zum dritten Mal nach dem Firestone 550 und dem Iowa Corn Indy 250 für das Fahrzeug mit der Nummer 4 gemeldet. Er vertrat Ryan Briscoe, der nach einer Handverletzung beim Honda Indy Toronto ausgefallen war. Bei Dale Coyne Racing wurde Mike Conway durch James Davison ersetzt. Davison wurde 2009 Vizemeister der Indy Lights und war danach ohne festes Engagement. Er bestritt seitdem einzelne Sportwagenrennen und war zudem als Fahrtrainer für andere IndyCar- und Indy-Lights-Fahrer tätig. Davisons Debüt war als einmaliger Einsatz bei Dale Coyne Racing in der Saison 2013 geplant, er kam jedoch schon beim nächsten Rennen erneut zum Einsatz. Davisons Stiefgroßvater Tony Gaze starb in der Woche vor dem Honda Indy 200 at Mid-Ohio im Alter von 93 Jahren. Als weiterer Debütant erhielt Luca Filippi das Fahrzeug von Bryan Herta Autosport, das zuvor Alex Tagliani gefahren war. Filippi hatte 2012 vier GP2-Rennen für die Scuderia Coloni absolviert und dabei ein Rennen gewonnen.
Mit Dixon (viermal), Castroneves (zweimal) und Dario Franchitti (einmal) traten drei ehemalige Sieger zu diesem Indy an.

### Training
Im ersten Training dominierten die Ganassi-Piloten Dixon und Franchitti, die das Klassement anführten. Mit dreizehntel Sekunden Rückstand folgte Hunter-Reay auf dem dritten Platz. Im zweiten Training setzte sich Will Power an die Spitze des Klassements vor Dixon und Hunter-Reay. Das Training wurde nach Abflügen von James Hinchcliffe und Tony Kanaan zweimal unterbrochen. Debütant Filippi erreichte den fünften Platz. Takuma Satō und Justin Wilson belegten mit technischen Problemen die Positionen 22 und 24.
Im dritten Training erzielte Josef Newgarden die Bestzeit und vor drei Piloten von Andretti Autosport. Marco Andretti, E. J. Viso und James Hinchcliffe belegten die Positionen zwei bis vier. Das Training wurde mehrfach unterbrochen. Satō rutschte in der zweiten Kurve aus. Kurz nach Wiederaufnahme des Trainings hatte Charlie Kimball einen Unfall in der ersten Kurve. Er verlor die Kontrolle über seinen Rennwagen und schlug rückwärts in den Reifenstapel ein. Kimball verließ das Fahrzeug aus eigener Kraft. Die Reifenstapel mussten anschließend neu gerichtet werden. Kimball wechselte für das restliche Wochenende ins Ersatzauto. Kurz vor dem Ende des Trainings schlug auch Power rücklings in den Reifenstapel der ersten Kurve ein. In etwa zur selben Zeit verlor Hinchcliffe nach einem Ausritt in der zwölften Kurve seinen Frontflügel.

### Qualifying
Der erste Abschnitt des Zeitentrainings wurde in zwei Gruppen ausgetragen. Die sechs schnellsten Piloten jeder Gruppe kamen ins zweite Segment. Die restlichen Startpositionen wurden aus dem Ergebnis des ersten Qualifyingabschnitts bestimmt, wobei den Fahrern der ersten Gruppe die ungeraden Positionen ab 13, und den Fahrern der zweiten Gruppe die geraden Positionen ab 14 zugewiesen wurden. In der ersten Gruppe fuhr Franchitti die schnellste Runde, in der zweiten Gruppe war Hunter-Reay der schnellste Pilot. In der ersten Gruppe scheiterte Castroneves, der Gesamtführende, am Weiterkommen und wurde 15. in der Qualifying-Klassifikation. Davison wurde aufgrund eines vermeidbaren Kontakts mit Ed Carpenter die schnellste Runde gestrichen. In der zweiten Gruppe gab es eine rote Flagge, die durch einen Ausrutscher von Filippi in der zwölften Kurve ausgelöst wurde. Aufgrund des Auslösens der Unterbrechung wurden ihm die zwei schnellsten Zeiten gestrichen, sodass er anstelle des Sprungs in den zweiten Abschnitt Letzter wurde.
Im zweiten Segment der Qualifikation qualifizierten sich die sechs schnellsten Fahrer für den finalen Abschnitt. Power erzielte die schnellste Rundenzeit. Neben ihm schafften es Andretti, Hunter-Reay, Dixon, Franchitti und Kimball in den dritten Teil des Qualifyings, die sogenannten Firestone Fast Six. Tristan Vautier, der Elfter wurde, flog in der Schlussphase ab. In der Startaufstellung wurde er aufgrund eines vorzeitigen Motorenwechsels um zehn Startplätze nach hinten versetzt.
Hunter-Reay fuhr schließlich die schnellste Zeit und erzielte die Pole-Position vor Power und Dixon.

### Abschlusstraining
Im Abschlusstraining war Wilson der schnellste Fahrer vor Simona de Silvestro und Andretti.

### Rennen
Hunter-Reay behielt beim Start die Führung vor Power und Dixon. Bis auf Andretti, der vom vierten Platz ins Rennen ging, verwendeten die Fahrer der Spitzengruppe im ersten Abschnitt die weichere Reifenmischung. Andretti ging trotz härterer Mischung als einer der ersten Fahrer an die Boxengasse.
In der 30. Runde gingen die ersten drei des Rennens an die Box. An der internen Reihenfolge änderte sich nichts, allerdings waren Hunter-Reay, Power und Dixon hinter Kimball, Hinchcliffe und Simon Pagenaud zurückgefallen, die eher an der Box waren und im Gegensatz zu ersteren eine Drei-Stopp-Strategie anstelle einer Zwei-Stopp-Strategie verwendeten. Hunter-Reay, Power und Dixon waren die einzigen Fahrer der Spitzengruppe, die nur zweimal stoppen wollten.
In der 42. Runde ging Kimball zum zweiten Mal an die Box. Dabei fiel er hinter Pagenaud zurück, blieb jedoch vor den drei Fahrern, die in der Anfangsphase geführt hatten. Kimball und Pagenaud hatten in ihrem zweiten Stint die weichere Reifenmischung verwendet und waren damit schneller als Hunter-Reay, Power und Dixon auf der härteren. Als Pagenaud sechs Runden später an die Box ging, blieb auch er vor dem ehemaligen Führungstrio und reihte sich hinter Kimball auf dem zweiten Platz ein. Eine Runde später entschied sich Dixon für den Wechsel auf eine Drei-Stopp-Strategie. Er fiel dadurch ins Mittelfeld zurück und verlor einige Zeit.
In der 60. Runde gingen Hunter-Reay und Power zum zweiten und letzten Mal an die Box. Während Powers Stopp fehlerfrei lief, hatte Hunter-Reay zu weit von der Tankanlage weg geparkt, sodass sich sein Stopp verzögerte. Kimball ging fünf Runden später an die Box und übergab die Führung damit wieder an Pagenaud. Er wechselte nun auf die härtere Reifenmischung, die er zuvor noch nicht verwendet hatte, aber im Rennen verwenden musste. Zur gleichen Zeit stellte Kanaan sein Fahrzeug in einer Auslaufzone ab und gab mit technischen Problemen auf. Da sein Auto sicher geparkt war, gab es keine Gelbphase.
Pagenaud blieb länger als ursprünglich geplant auf der Strecke, da Kimball Schwierigkeiten im Überrundungsverkehr hatte und hinter Viso festhing. Pagenauds Abwarten schien sich zunächst auszuzahlen, da er vor Viso und Kimball zurück auf die Strecke kam. Während Kimball kurz neben die Strecke kam, rundete sich Viso in der zweiten Kurve zurück, sodass die ersten zwei Fahrer direkt hintereinander lagen. Kimball bremste sich vor der vierten Kurve vorbei und ging in Führung. Er profitierte davon, dass Pagenauds Reifen noch nicht die notwendige Temperatur hatten. Kimball setzte sich in den folgenden Runden vom restlichen Feld ab.
Das Rennen ging schließlich – wie im Vorjahr – ohne eine einzige Gelbphase zu Ende. Kimball gewann vor Pagenaud und seinem Teamkollegen Franchitti. Damit standen nur Honda-Piloten auf dem Podium. Es war Kimballs erster IndyCar-Sieg. Er wurde damit zum vierten Premierensieger der Saison nach Hinchcliffe, Satō und Pagenaud. Kimball erzielte in diesem Rennen mehr Führungsrunden als in seiner bisherigen Karriere. Power und Hunter-Reay folgten auf den Plätzen vier und fünf. Für ein erfolgreicheres Abschneiden mit der Zwei-Stopp-Strategie hätten beide Piloten Gelbphasen benötigt. Die Top 10 komplettierten Castroneves, Dixon, Wilson, Andretti und Hinchcliffe. Die zwei Debütanten, Davison und Filippi, wurden 15. und 16. Es war das erste Mal für Dixon, dass er in Mid-Ohio nicht unter den Top 5 ins Ziel kam.
Kimball erzielte damit seinen ersten Sieg im Formelsport seit 2006 in Zandvoort in der Formel-3-Euroserie. Dies war, bevor Kimball an Diabetes Typ 1 erkrankte. In der Zwischenzeit gewann Kimball mit dem 24-Stunden-Rennen von Daytona 2013 allerdings schon ein Sportwagenrennen zusammen mit Juan Pablo Montoya, Scott Pruett und Memo Rojas. Kimball wurde zum ersten IndyCar-Sieger, der an Diabetes Typ 1 erkrankt ist.
Castroneves baute damit seinen Vorsprung auf Dixon, seinem engsten Verfolger, aus. Hunter-Reay blieb mit größerem Rückstand auf der dritten Position.

## Meldeliste
Alle Teams und Fahrer verwendeten das Chassis Dallara DW12 mit einem Aero-Kit von Dallara und Reifen von Firestone.
| Team                                   | Nr. | Fahrer              | Motor     |
| -------------------------------------- | --- | ------------------- | --------- |
| Andretti Autosport                     | 01  | Ryan Hunter-Reay    | Chevrolet |
| Andretti Autosport                     | 25  | Marco Andretti      | Chevrolet |
| Andretti Autosport                     | 27  | James Hinchcliffe   | Chevrolet |
| Team Penske                            | 03  | Hélio Castroneves   | Chevrolet |
| Team Penske                            | 12  | Will Power          | Chevrolet |
| Panther Racing                         | 04  | Oriol Servià        | Chevrolet |
| Team Venezuela/Andretti Autosport/HVM  | 05  | E. J. Viso          | Chevrolet |
| Dragon Racing                          | 06  | Sebastian Saavedra  | Chevrolet |
| Dragon Racing                          | 07  | Sébastien Bourdais  | Chevrolet |
| Target Chip Ganassi Racing             | 09  | Scott Dixon         | Honda     |
| Target Chip Ganassi Racing             | 10  | Dario Franchitti    | Honda     |
| KV Racing Technology                   | 11  | Tony Kanaan         | Chevrolet |
| KV Racing Technology                   | 78  | Simona de Silvestro | Chevrolet |
| A. J. Foyt Enterprises                 | 14  | Takuma Satō         | Honda     |
| Rahal Letterman Lanigan Racing         | 15  | Graham Rahal        | Honda     |
| Rahal Letterman Lanigan Racing         | 16  | James Jakes         | Honda     |
| Dale Coyne Racing                      | 18  | James Davison       | Honda     |
| Dale Coyne Racing                      | 19  | Justin Wilson       | Honda     |
| Ed Carpenter Racing                    | 20  | Ed Carpenter        | Chevrolet |
| Schmidt Peterson Motorsports           | 55  | Tristan Vautier     | Honda     |
| Sarah Fisher Hartman Racing            | 67  | Josef Newgarden     | Honda     |
| Schmidt Hamilton Motorsports           | 77  | Simon Pagenaud      | Honda     |
| Novo Nordisk Chip Ganassi Racing       | 83  | Charlie Kimball     | Honda     |
| Bryan Herta Autosport w/Curb-Agajanian | 98  | Luca Filippi        | Honda     |

Quelle: 

## Klassifikationen

### Qualifying
| Pos. | Fahrer              | Team                                   | Fahrzeug          | Gruppe 1  | Gruppe 2  | Top 12    | FF6       | Start |
| ---- | ------------------- | -------------------------------------- | ----------------- | --------- | --------- | --------- | --------- | ----- |
| 01   | Ryan Hunter-Reay    | Andretti Autosport                     | Dallara-Chevrolet | —         | 1:05,6626 | 1:05,7329 | 1:05,3519 | 01    |
| 02   | Will Power          | Team Penske                            | Dallara-Chevrolet | —         | 1:05,7012 | 1:05,6843 | 1:05,5359 | 02    |
| 03   | Scott Dixon         | Target Chip Ganassi Racing             | Dallara-Honda     | 1:05,8601 | —         | 1:05,7429 | 1:05,7051 | 03    |
| 04   | Marco Andretti      | Andretti Autosport                     | Dallara-Chevrolet | —         | 1:06,0714 | 1:05,7122 | 1:05,8566 | 04    |
| 05   | Charlie Kimball     | Novo Nordisk Chip Ganassi Racing       | Dallara-Honda     | 1:05,8071 | —         | 1:05,8870 | 1:06,4415 | 05    |
| 06   | Dario Franchitti    | Target Chip Ganassi Racing             | Dallara-Honda     | 1:05,7004 | —         | 1:05,7671 | 1:06,5854 | 06    |
| 07   | Justin Wilson       | Dale Coyne Racing                      | Dallara-Honda     | 1:05,9546 | —         | 1:05,9405 | —         | 07    |
| 08   | Simon Pagenaud      | Schmidt Hamilton Motorsports           | Dallara-Honda     | —         | 1:05,6854 | 1:05,9412 | —         | 08    |
| 09   | Simona de Silvestro | KV Racing Technology                   | Dallara-Chevrolet | 1:05,9454 | —         | 1:05,9621 | —         | 09    |
| 10   | James Jakes         | Rahal Letterman Lanigan Racing         | Dallara-Honda     | —         | 1:06,1186 | 1:06,1778 | —         | 10    |
| 11   | Tristan Vautier     | Schmidt Peterson Motorsports           | Dallara-Honda     | —         | 1:06,0162 | 1:06,3379 | —         | 21    |
| 12   | E. J. Viso          | Team Venezuela/Andretti Autosport/HVM  | Dallara-Chevrolet | 1:06,1597 | —         | 1:06,4071 | —         | 11    |
| 13   | James Hinchcliffe   | Andretti Autosport                     | Dallara-Chevrolet | 1:06,2198 | —         | —         | —         | 12    |
| 14   | Sébastien Bourdais  | Dragon Racing                          | Dallara-Chevrolet | —         | 1:06,1856 | —         | —         | 13    |
| 15   | Hélio Castroneves   | Team Penske                            | Dallara-Chevrolet | 1:06,2280 | —         | —         | —         | 14    |
| 16   | Takuma Satō         | A. J. Foyt Enterprises                 | Dallara-Honda     | —         | 1:06,1989 | —         | —         | 15    |
| 17   | James Davison       | Dale Coyne Racing                      | Dallara-Honda     | 1:06,2839 | —         | —         | —         | 16    |
| 18   | Oriol Servià        | Panther Racing                         | Dallara-Chevrolet | —         | 1:06,2109 | —         | —         | 17    |
| 19   | Josef Newgarden     | Sarah Fisher Hartman Racing            | Dallara-Honda     | 1:06,5334 | —         | —         | —         | 18    |
| 20   | Tony Kanaan         | KV Racing Technology                   | Dallara-Chevrolet | —         | 1:06,2537 | —         | —         | 19    |
| 21   | Sebastian Saavedra  | Dragon Racing                          | Dallara-Chevrolet | 1:07,0895 | —         | —         | —         | 20    |
| 22   | Graham Rahal        | Rahal Letterman Lanigan Racing         | Dallara-Honda     | —         | 1:06,4002 | —         | —         | 22    |
| 23   | Ed Carpenter        | Ed Carpenter Racing                    | Dallara-Chevrolet | 1:07,4107 | —         | —         | —         | 23    |
| 24   | Luca Filippi        | Bryan Herta Autosport w/Curb-Agajanian | Dallara-Honda     | —         | 1:06,8757 | —         | —         | 24    |

Anmerkungen
1. ↑  Tristan Vautier wurde aufgrund eines vorzeitigen Motorenwechsels um 10 Positionen nach hinten versetzt.

Quellen: 

### Rennen
| Pos. | Fahrer              | Team                                   | Fahrzeug          | Runden | Zeit         | Start | Führungsrunden |
| ---- | ------------------- | -------------------------------------- | ----------------- | ------ | ------------ | ----- | -------------- |
| 01   | Charlie Kimball     | Novo Nordisk Chip Ganassi Racing       | Dallara-Honda     | 90     | 1:43:29,1371 | 05    | 46             |
| 02   | Simon Pagenaud      | Schmidt Hamilton Motorsports           | Dallara-Honda     | 90     | + 5,5334     | 08    | 14             |
| 03   | Dario Franchitti    | Target Chip Ganassi Racing             | Dallara-Honda     | 90     | + 28,8735    | 06    | 0              |
| 04   | Will Power          | Team Penske                            | Dallara-Chevrolet | 90     | + 42,5032    | 02    | 0              |
| 05   | Ryan Hunter-Reay    | Andretti Autosport                     | Dallara-Chevrolet | 90     | + 46,3449    | 01    | 30             |
| 06   | Hélio Castroneves   | Team Penske                            | Dallara-Chevrolet | 90     | + 48,3249    | 14    | 0              |
| 07   | Scott Dixon         | Target Chip Ganassi Racing             | Dallara-Honda     | 90     | + 48,5496    | 03    | 0              |
| 08   | Justin Wilson       | Dale Coyne Racing                      | Dallara-Honda     | 90     | + 49,0431    | 07    | 0              |
| 09   | Marco Andretti      | Andretti Autosport                     | Dallara-Chevrolet | 90     | + 49,5609    | 04    | 0              |
| 10   | James Hinchcliffe   | Andretti Autosport                     | Dallara-Chevrolet | 90     | + 49,9283    | 12    | 0              |
| 11   | Simona de Silvestro | KV Racing Technology                   | Dallara-Chevrolet | 90     | + 50,4925    | 09    | 0              |
| 12   | Sébastien Bourdais  | Dragon Racing                          | Dallara-Chevrolet | 90     | + 54,1360    | 13    | 0              |
| 13   | James Jakes         | Rahal Letterman Lanigan Racing         | Dallara-Honda     | 90     | + 54,6693    | 10    | 0              |
| 14   | Oriol Servià        | Panther Racing                         | Dallara-Chevrolet | 90     | + 1:04,6395  | 17    | 0              |
| 15   | James Davison       | Dale Coyne Racing                      | Dallara-Honda     | 90     | + 1:05,4079  | 16    | 0              |
| 16   | Luca Filippi        | Bryan Herta Autosport w/Curb-Agajanian | Dallara-Honda     | 90     | + 1:09,0090  | 24    | 0              |
| 17   | E. J. Viso          | Team Venezuela/Andretti Autosport/HVM  | Dallara-Chevrolet | 89     | + 1 Runde    | 11    | 0              |
| 18   | Graham Rahal        | Rahal Letterman Lanigan Racing         | Dallara-Honda     | 89     | + 1 Runde    | 22    | 0              |
| 19   | Sebastian Saavedra  | Dragon Racing                          | Dallara-Chevrolet | 89     | + 1 Runde    | 20    | 0              |
| 20   | Ed Carpenter        | Ed Carpenter Racing                    | Dallara-Chevrolet | 89     | + 1 Runde    | 23    | 0              |
| 21   | Tristan Vautier     | Schmidt Peterson Motorsports           | Dallara-Honda     | 89     | + 1 Runde    | 21    | 0              |
| 22   | Takuma Satō         | A. J. Foyt Enterprises                 | Dallara-Honda     | 89     | + 1 Runde    | 15    | 0              |
| 23   | Josef Newgarden     | Sarah Fisher Hartman Racing            | Dallara-Honda     | 88     | + 2 Runden   | 18    | 0              |
| 24   | Tony Kanaan         | KV Racing Technology                   | Dallara-Chevrolet | 64     | DNF          | 19    | 0              |

Quellen: 

#### Führungsabschnitte
| Abschnitt | Runden | Fahrer           |
| --------- | ------ | ---------------- |
| 1         | 1–30   | Ryan Hunter-Reay |
| 2         | 31–41  | Charlie Kimball  |
| 3         | 42–47  | Simon Pagenaud   |
| 4         | 48–64  | Charlie Kimball  |
| 5         | 65–72  | Simon Pagenaud   |
| 6         | 73–90  | Charlie Kimball  |

Quellen: 

#### Gelbphasen
Es gab keine Gelbphase.

## Punktestände nach dem Rennen

### Fahrerwertung
Die Punktevergabe wird hier erläutert.
| Pos. | Fahrer            | Punkte |
| ---- | ----------------- | ------ |
| 01.  | Hélio Castroneves | 453    |
| 02.  | Scott Dixon       | 422    |
| 03.  | Ryan Hunter-Reay  | 388    |
| 04.  | Marco Andretti    | 377    |
| 05.  | Simon Pagenaud    | 350    |
| 06.  | Dario Franchitti  | 342    |
| 07.  | James Hinchcliffe | 325    |
| 08.  | Charlie Kimball   | 325    |
| 09.  | Justin Wilson     | 320    |
| 10.  | Tony Kanaan       | 313    |
| 11.  | Will Power        | 305    |
| 12.  | E. J. Viso        | 271    |

| Pos. | Fahrer              | Punkte |
| ---- | ------------------- | ------ |
| 13.  | Takuma Satō         | 265    |
| 14.  | Ed Carpenter        | 250    |
| 15.  | Josef Newgarden     | 245    |
| 16.  | Sébastien Bourdais  | 241    |
| 17.  | Graham Rahal        | 233    |
| 18.  | James Jakes         | 232    |
| 19.  | Simona de Silvestro | 226    |
| 20.  | Tristan Vautier     | 192    |
| 21.  | Oriol Servià        | 167    |
| 22.  | Alex Tagliani       | 163    |
| 23.  | Sebastian Saavedra  | 163    |
| 24.  | Mike Conway         | 149    |

| Pos. | Fahrer             | Punkte |
| ---- | ------------------ | ------ |
| 25.  | Ryan Briscoe       | 87     |
| 26.  | J. R. Hildebrand   | 79     |
| 27.  | Ana Beatriz        | 72     |
| 28.  | Carlos Muñoz       | 67     |
| 29.  | A. J. Allmendinger | 65     |
| 30.  | Pippa Mann         | 29     |
| 31.  | James Davison      | 15     |
| 32.  | Luca Filippi       | 14     |
| 33.  | Conor Daly         | 11     |
| 34.  | Townsend Bell      | 10     |
| 35.  | Katherine Legge    | 8      |
| 36.  | Buddy Lazier       | 8      |